# Karim Assadi
Karim Assadi – tunezyjski, a od 2010 roku francuski zapaśnik walczący w stylu klasycznym. Srebrny medalista mistrzostw Afryki w 2008 roku.